# Concepcion (Misamis Ocidental)
Concepcion é um município de  sexta classe de renda municipal (d) na província Misamis Ocidental, nas Filipinas. De acordo com o censo de 1 de maio  de  2020 possui uma população de 9 324 pessoas e 2 271 domicílios.